# Мадагаскар на Чемпіонаті світу з водних видів спорту 2015
Мадагаскар взяв участь у Чемпіонаті світу з водних видів спорту 2015, який пройшов у Казані (Росія) від 24 липня до 9 серпня.

## Плавання
Мадагаскарські плавці виконали кваліфікаційні нормативи в дисциплінах, які наведено в таблиці (не більш як 2 плавці на одну дисципліну за часом нормативу A, і не більш як 1 плавець на одну дисципліну за часом нормативу B):
Чоловіки
| Спортсмен              | Дисципліна           | Попередній заплив | Попередній заплив | Півфінал        | Півфінал        | Фінал           | Фінал           |
| Спортсмен              | Дисципліна           | Час               | Місце             | Час             | Місце           | Час             | Місце           |
| ---------------------- | -------------------- | ----------------- | ----------------- | --------------- | --------------- | --------------- | --------------- |
| Адріаніріна Лаланомена | 400 м вільним стилем | 4:49.08           | 68                | Н/Д             | Н/Д             | Завершив виступ | Завершив виступ |
| Ралефі Антонні Сітрака | 50 м батерфляєм      | 24.69             | 41                | Завершив виступ | Завершив виступ | Завершив виступ | Завершив виступ |

Жінки
| Спортсменка            | Дисципліна       | Попередній заплив | Попередній заплив | Півфінал         | Півфінал         | Фінал            | Фінал            |
| Спортсменка            | Дисципліна       | Час               | Місце             | Час              | Місце            | Час              | Місце            |
| ---------------------- | ---------------- | ----------------- | ----------------- | ---------------- | ---------------- | ---------------- | ---------------- |
| Естелла Філс Рабетсара | 200 м комплексом | 2:36.25           | 39                | Завершила виступ | Завершила виступ | Завершила виступ | Завершила виступ |